# Нагорний (Нерчинський район)
Наго́рний (рос. Нагорный) — селище у складі Нерчинського району Забайкальського краю, Росія. Входить до складу Заріченського сільського поселення.

## Населення
Населення — 489 осіб (2010; 551 у 2002).
Національний склад (станом на 2002 рік):
- росіяни — 99 %